# Alfredo Ortega Díaz
Alfredo Ortega Díaz (Bogotá, 22 de junio de 1874 - ibídem 1 de junio de 1959) fue un ingeniero, arquitecto, profesor, pintor e historiador colombiano de principios del siglo XX, que trabajó gran parte de su vida en el Ministerio de Obras Públicas de Colombia. También fue padre de la historiadora  Carmen Ortega Ricaurte, autora del Diccionario de Artistas en Colombia.

## Reseña biográfica

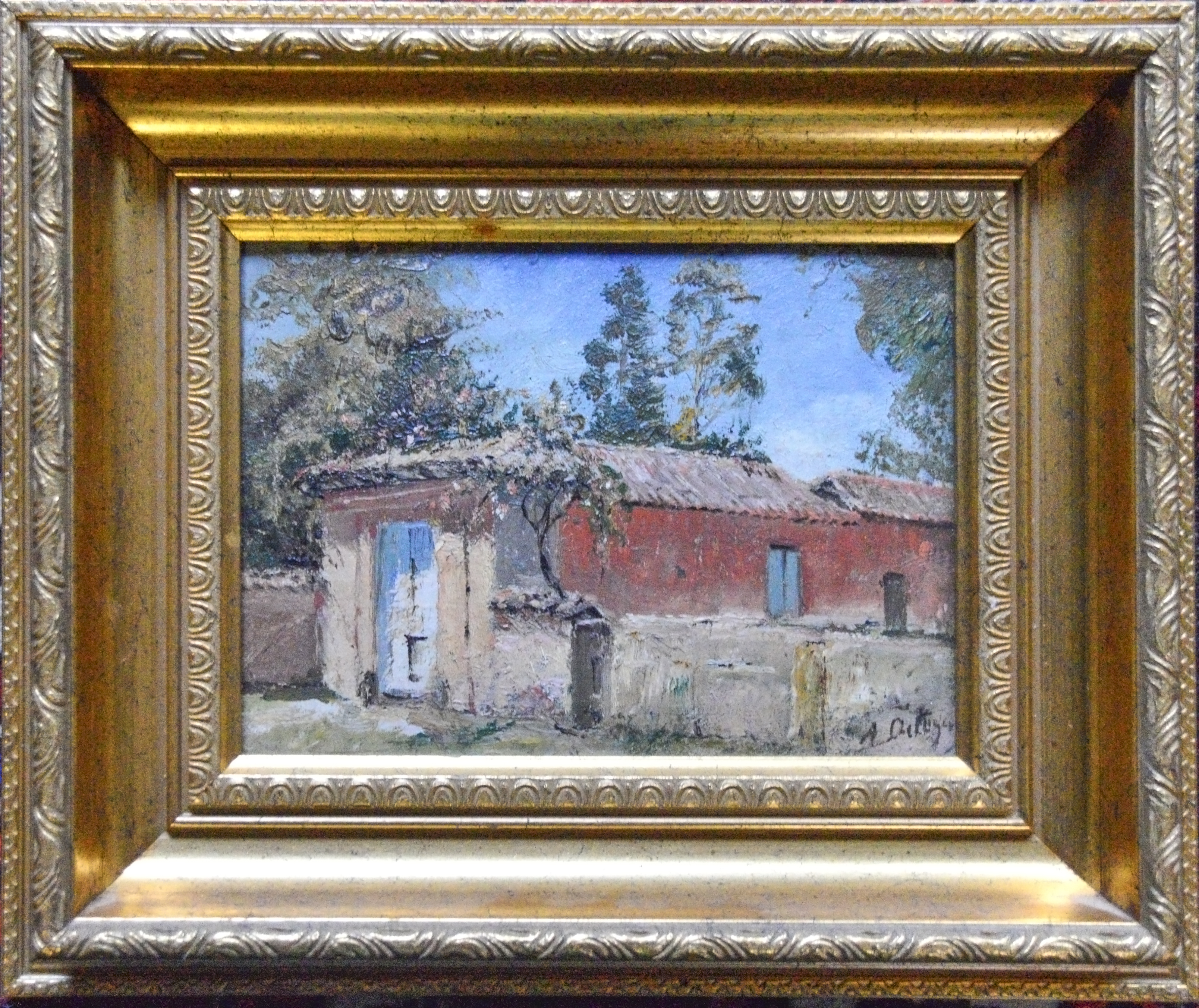
Alfredo Ortega Díaz - Sin Título (Casa de campo)

Alfredo Ortega Díaz nació en Bogotá el 22 de junio de 1874 en el hogar de Eugenio Ortega Triana y Ana Josefa Díaz Forero. En 1896 ingresó a la Facultad de Matemáticas de la Universidad Nacional de Colombia, donde recibió su título de ingeniero cuatro años más tarde. Su tesis de grado fue dirigida por el matemático y astrónomo Julio Garavito. Simultáneamente fue alumno del músico Guillermo Uribe Holguín, quien fue su amigo y compañero de orquesta.
En 1899, mientras realizaba un estudio topográfico cerca al Salto del Tequendama, se encontró con los miembros fundadores de la sociedad denominada Brahms Verein, quienes poco tiempo después lo invitaron a convertirse en su socio. Fue allí donde conoció y entabló amistades con personajes como Maximiliano Grillo, Ricardo Hinestrosa Daza y Baldomero Sanín Cano. En 1901, tras el fin de la Guerra de los Mil Días, ingresó a la Escuela Nacional de Bellas Artes, donde fue alumno del pintor huilense Ricardo Borrero Álvarez. 
En 1904 fue Secretario fundador de la Sociedad Colombiana de Arquitectos. Un año más tarde, en 1905 ganó un concurso de arquitectura por su diseño para el mercado de la Plaza de Mercado del barrio Las Nieves de Bogotá. A pesar de que la arquitectura sólo fue su actividad profesional principal entre 1922 y 1932, Ortega diseñó diferentes edificaciones y monumentos para Bogotá y otras ciudades del país, incluyendo un polvorín para el Ministerio de Guerra, la Casa de Gobierno del Norte de Santander y un matadero para la casa inglesa Pearson.También fue el encargado de reparar la casa de "La Gruta de Zaratustra", donde se reunía la sociedad Brahms Verein. En 1915 fue admitido como miembro de la Academia Colombiana de Historia,y pocos años más tarde se volvió socio corresponsal de la sociedad Geográfica de Lima. 
En ese mismo año se vinculó al Ministerio de Obras Públicas, donde trabajó intermitentemente hasta 1955 en diversas secciones. Entre 1920 y 1922, vivió en la ciudad de Nueva York mientras se desempeñaba como comisionado del Gobierno Nacional para efectuar la compra de materiales de construcción para vías férreas. Antes de este viaje, entre 1918 y 1920, fue Primer Vicepresidente de la Sociedad Colombiana de Ingenieros, y ocupó brevemente su presidencia por el fallecimiento de Rafael Álvarez Salas. También fue director de la revista Anales de Ingeniería en tres períodos: 1914-1915, 1919-1920 y 1923-1925.A partir de 1933 dirigió la construcción de carreteras y acueductos en municipios como Sevilla, Valle del Cauca y Armero, Tolima. En 1944 fue nombrado secretario del Consejo Nacional de Vías. 
Falleció el 1 de junio de 1959 a causa de un ataque de uremia.

## Distinciones
- Premio Diódoro Sánchez (1937)

## Publicaciones
- Ferrocarriles de Colombia (1920-1932)
- Arquitectura de Bogotá (1924)
- Geografía Económica de Cundinamarca (1939)